# رينكي ديكسترا
رينكي ديكسترا (من مواليد 2 يونيو 1959) هي مصورة هولندية. تعيش وتعمل في أمستردام. حصل ديكسترا على الزمالة الفخرية للجمعية الملكية للتصوير الفوتوغرافي ،  وجائزة سيتي بنك للتصوير الفوتوغرافي لعام 1999 (الآن جائزة Deutsche Börse للتصوير الفوتوغرافي ) وجائزة Hasselblad لعام 2017. 

## روابط خارجية
- صفحة الفنان Rineke Dijkstra في موقع Sommer للفن المعاصر على الويب
- Rineke Dijkstra في المعرض الوطني للفنون